# Waldemar Macholz
Waldemar Karl Ludwig Macholz (* 3. Mai 1876 in Danzig; † 1. Mai 1950 in Jena) war ein evangelischer Theologe, Superintendent des Kirchenkreises Kölln-Land I, Leiter des Predigerseminars in Wittenberg, Professor für praktische Theologie und letztlich für Konfessionskunde an der Friedrich-Schiller-Universität Jena.

## Werdegang
Waldemar Macholz wuchs in einem wohlhabenden Elternhaus als Sohn des Bankiers Gustav Adolf Carl Macholz und seiner Ehefrau Martha Emma, geb. Plagemann, in Danzig auf. Die Familie siedelte nach Berlin um, als der Vater ein Bankgeschäft in Berlin eröffnete. Dem Schulbesuch Waldemars schloss sich ein Studium der evangelischen Theologie an der Eberhard Karls Universität Tübingen, der Friedrich-Wilhelms-Universität Berlin und der Martin-Luther-Universität Halle-Wittenberg an. 1899 setzte er seine praktisch-theologische Ausbildung am Predigerseminar in Wittenberg fort und erwarb hier die Qualifikation zum Lizentiaten mit seiner Schrift Spuren binitarischer Denkweise im Abendland seit Tertullian. 1902 wurde er Studieninspektor am Predigerseminar im schlesischen Naumburg am Queis (heute Nowogrodziec), 1906 bekleidete er eine Gemeindepfarrstelle in Görlitz. 1913 wirkte Macholz wieder als Studieninspektor in Wittenberg. Im Kriegsjahr 1915 wechselte er in die Superintendentenstelle des Kirchenkreises Kölln-Land I.

## Als Superintendent im Kirchenkreis Kölln-Land I
Seine Amtszeit in dem wohl größten und bedeutendsten Kirchenkreis der Evangelischen Kirche der altpreußischen Union währte zehn Jahre. Amtssitz, verbunden mit einer Gemeindepfarrstelle, war zunächst Teltow. 1922 wechselte Macholz in eine Gemeindepfarrstelle nach Berlin-Dahlem, damit auch der Sitz der Superintendentur, die fortan auf Berliner Gebiet verblieb.
Seine Amtszeit war geprägt durch die Jahre des Ersten Weltkrieges, der darauf folgenden wirtschaftlichen Rezession, der Neuordnung der evangelischen Kirche nach Auflösung der Staatskirche nach den Regelungen der Weimarer Verfassung sowie der Neuordnung nach der Gründung Groß-Berlins, die seinen Kirchenkreis in zwei kommunalpolitische Regionen teilte. Unterstützung erhielt Macholz besonders durch die „hingebungsvolle“ Hilfe und „der verständnisvollen Mitarbeit“ seiner Ehefrau Alwine von Randenborgh. Seine Jahresberichte, die er stets auf der Frühjahrssynode des Kirchenkreises einbrachte wurden unter dem Titel Bericht über die kirchlichen und sittlichen Zustände des Kirchenkreises Berlin-Kölln-Land I in den Sammlungen der Berichte zur Kreissynode Kölln-Land I gedruckt und herausgegeben. Diese Berichte „sind klassische Muster der eigentümlichen statistischen und doch zugleich theologischen Stilgattung dieses Schrifttums“.
Neben seinem Gemeindepfarramt, seinen kreiskirchlichen und provinzialkirchlichen Ämtern (Macholz war auch Mitglied der Provinzialsynode) setzte Macholz seine akademische Arbeit fort und promovierte 1924 zum Doktor der Theologie an der Martin-Luther-Universität Halle-Wittenberg. Im gleichen Jahr verließ er das Superintendentenamt und übernahm das Direktorat des Predigerseminars in Wittenberg.

## Als Professor in Jena und Konflikt mit der Reichskirche

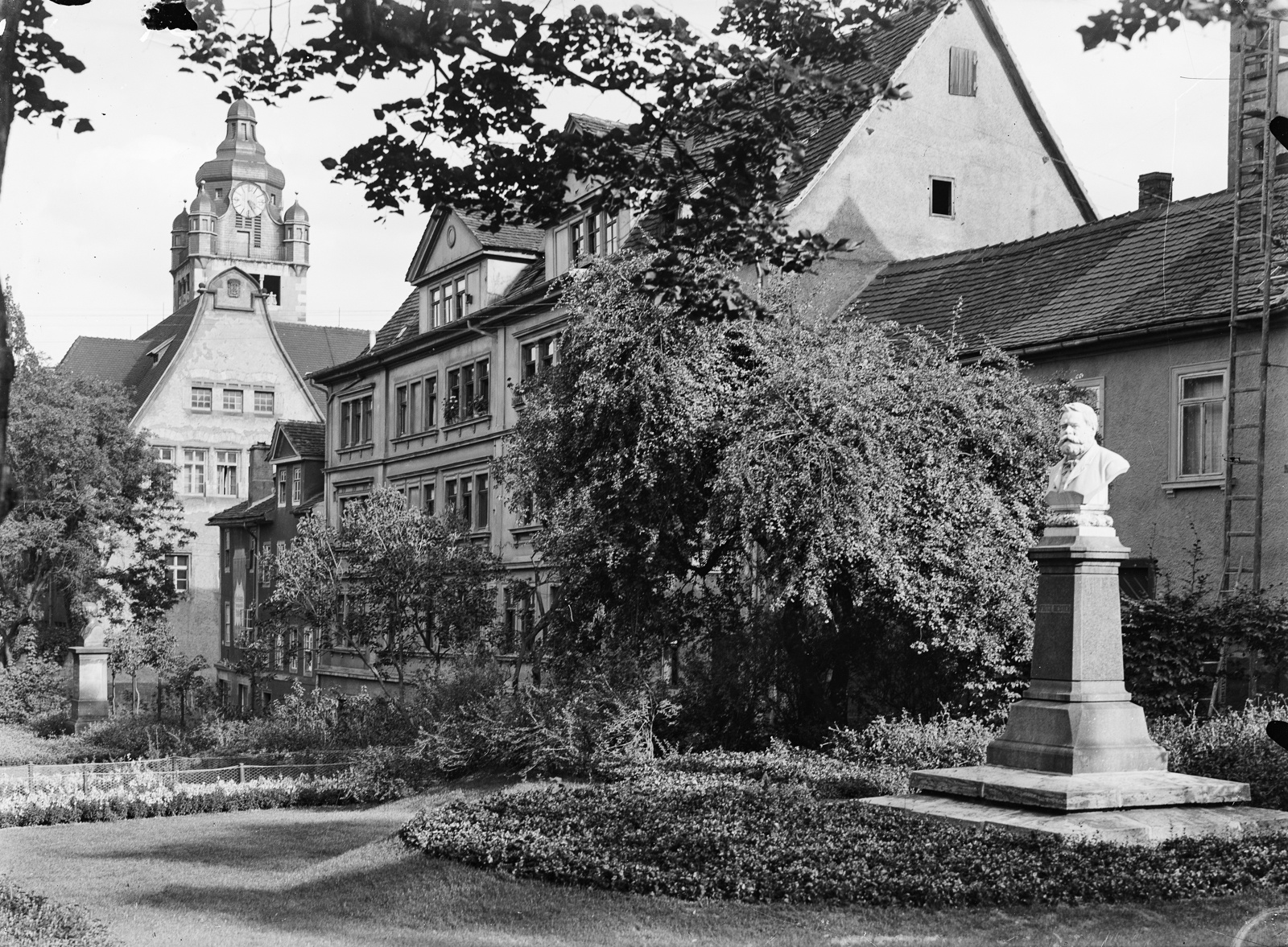
Jena, Fürstengraben mit Universität und Fritz-Reuter-Denkmal um 1925/1932

1927 wechselte Macholz erneut seinen Wirkungsort, als er den Ruf auf den Lehrstuhl für praktische Theologie in Jena annahm. Nach acht Jahren seiner Professur dort, in der er wesentliche praktisch-theologische Impulse in die Thüringer evangelische Kirche hineingab, geriet Macholz in die Auseinandersetzungen des Kirchenkampfes. Obwohl einige seiner früheren Äußerungen vor der Kreissynode Kölln-Land I durchaus antisemitische Züge trugen – er beklagte 1917 zehn Übertritte von evangelischen Christen „widerlicherweise zum Judentum“ und erboste sich 1918 über die „jüdischen Kriegsgewinnler…die Landhäuser bisher Einheimischer aufkaufen, um sich in den Villenvororten Berlins einen behaglichen Sitz“ zu verschaffen, schloss sich Macholz der oppositionellen Bekennenden Kirche an. Macholz, wurde auf den Lehrstuhl Konfessionskunde zwangsversetzt, um „dem Mitglied der NSDAP und DC-Pfarrer Wolf Meyer-Erlach aus Würzburg-Heidungsfeld Platz zu machen“. 1938 hatte sich Macholz vorzeitig in den Ruhestand versetzen lassen, als u. a. der alttestamentliche Fachbereich und die hebräische Sprachprüfung abgeschafft wurden. Der von 1934 bis 1945 auch in Jena wirkende Alttestamentler Gerhard von Rad, der mit Macholz zunehmend in eine Außenseiterposition geriet, schrieb dazu: „Mir graut vor Jena, wo die letzten ordentlichen Leute weggegangen sind und sich die Deutschen Christen aus dem Reich zu sammeln beginnen …“.

## Familie
Macholz war verheiratet mit Alwine Charlotte Amalia van Randenborgh (* 27. Mai 1886 in Burg an der Wupper; † 20. April 1958 in Halle/Saale). Die Trauung fand am 4. Dezember 1906 in Posen statt. Sie war die Tochter des Superintendenten und Konsistorialrats Johann Wilhelm van Randenborgh. In der Ehe wurde 1909 ein Sohn, Reinhard Karl Gottfried Machholz, geboren. Auch dieser wählte den Pfarrberuf, wurde 1936 in der Bekennenden Kirche ordiniert und war zuletzt Dekan im Kirchenbezirk Reutlingen. Er starb am 3. November 1973.
Macholz erhielt die Ehrendoktorwürde der Martin-Luther-Universität Halle-Wittenberg und starb zwei Tage vor seinem 74. Geburtstag in Jena. Die Trauerfeier wurde auf dem dortigen Friedhof gehalten.

## Veröffentlichungen (Auswahl)
- Spuren binitarischer Denkweise im Abendlande seit Tertullian (Jena: Kämpfe, 1902)
- Die romantische Ehe und der lutherische Ehestand, Leipzig 1929.
- Der Gottesdienst evangelischer Konsequenz, Vandenhoeck u. Ruprecht. Göttingen 1931.
- Als Herausgeber mit Esau, Abraham: 375 Jahre Universität Jena. Fischer, Jena 1933
- Evangelische Gebete für den Gottesdienst evangelischer Konsequenz. Vandenhoeck und Ruprecht. Göttingen 1933
- Die Bibel als Volksbuch. In: Verkündigung und Forschung Mai 1942; Vol. 1-2, Ausgabe 2; ISSN 2198-0454 0342-2410; Gütersloher Verlagshaus